# Partido de Salto
Partido de Salto är en kommun i Argentina.   Den ligger i provinsen Buenos Aires, i den centrala delen av landet, 180 km väster om huvudstaden Buenos Aires. Antalet invånare är 29 189.
Trakten runt Partido de Salto består till största delen av jordbruksmark. Runt Partido de Salto är det glesbefolkat, med 19 invånare per kvadratkilometer.